# Romanförlaget
Romanförlaget var ett bokförlag baserat i Göteborg. 

## Historia
1934 inleddes utgivningen av Detektivmagasinet, som kom med nytt nummer varannan vecka med John Lorén som redaktör. Förlaget utgav även Svenska Novellmagasinet. Båda häftena var ihopsatta med klamrar i ryggarna. Lorén blev sedermera osams med förlaget och startade 1945 konkurrerande Alibi-magasinet. En annan konkurrent var Pingvinförlaget, som i likhet med Romanförlaget hade adress Göteborg 7. Detektivmagasinet lades ned 1963 och i sista numret, nr 18, tog redaktören adjö och rekommenderade i stället förlagets västernpocketböcker.
1937-1964 utgavs 611 böcker i serien Nyckel-böckerna. Inledningsvis var detta en kriminalserie men i slutet av 1950-talet blandades västernromaner in och fr o m nr 503 år 1959 innehöll den endast västernböcker. Serien bytte namn till en Nyckelbok 1964 och efter ytterligare några böcker under Romanförlagets namn angavs sedan Wennerbergs Förlag som utgivare. Serien slutade 1970 med nr 692.
1964-1965 utgav förlaget 17 böcker om västernhjälten Cactus Jim.
Romanförlaget förvärvades 1964 av Wennerbergs Förlag.